# Barry Madlener
Barry Madlener, né le 6 janvier 1969 à Leyde, est un homme politique néerlandais. Membre du Parti pour la liberté (PVV), il est ministre des Infrastructures et des Eaux de 2024 à 2025 dans le cabinet du Premier ministre Dick Schoof.

## Biographie
Élu représentant à la Seconde Chambre des États généraux en 2006, il est député européen de 2009 à 2012, lorsqu'il démissionne après avoir été réélu à la Seconde Chambre. Membre du Parti pour la liberté, il ne fait partie d'aucun groupe au Parlement européen, où il est membre de la commission des affaires étrangères.
En 2024, il est nommé ministre des Infrastructures et des Eaux dans le gouvernement de Dick Schoof. Le 3 juin 2025, il démissionne de ses fonctions de ministre quand le PVV quitte le gouvernement.